# Thomas Braun

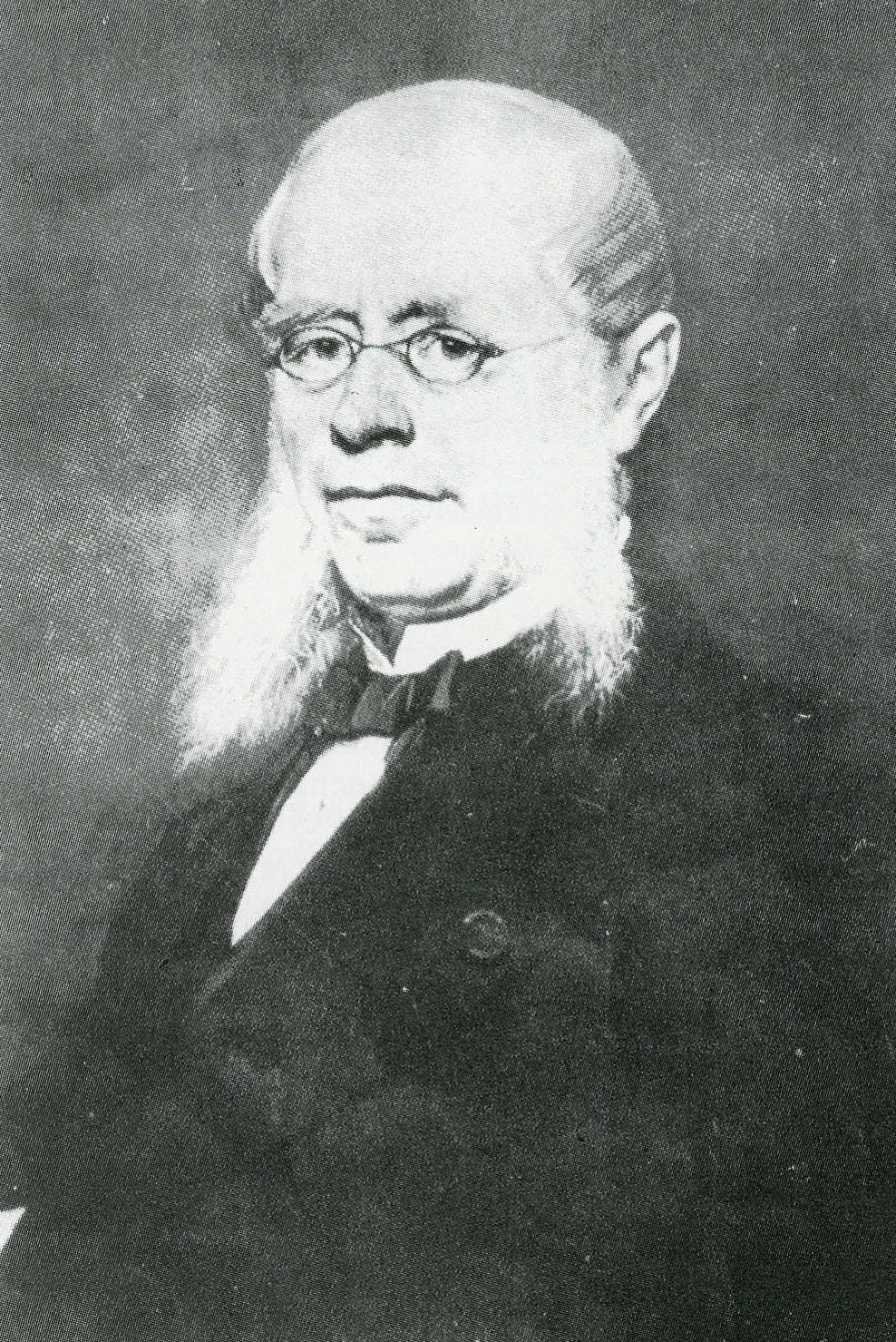
Thomas Braun. Schilderij door Ernst Slingeneyer uit 1874

Thomas Braun (Kommern (Eifel), 8 november 1814 - Elsene, 7 mei 1906) was een Duits-Belgisch pedagoog.

## Afkomst
Hij was een telg uit het geslacht Braun en de zoon van Conrad Braun (1782-1839), die in Kommern een leerlooierij uitbaatte samen met zijn broer Auguste Felix. Grootvader Conrad sr. en overgrootvader Mathias waren elk schepen van Endenich, een dorp nabij Keulen.

## Onderwijs
Hij werd door zijn vader naar Malmedy gestuurd om Frans te studeren, nuttig voor een latere functie in het familiebedrijf. Al vlug koos hij voor een pedagogische richting en carrière en werd hij leraar, onderwijsinspecteur en normaalschooldirecteur in Nijvel.
Braun was hoofdredacteur van het pedagogische tijdschrift L'Abeille.
Door zijn wetenschappelijke bijdragen verwierf hij bekendheid en werd hij door de Belgische regering belast met opdrachten in het buitenland. In 1875 werd hij benoemd tot inspecteur-generaal van alle normaal- en lagere scholen in het land. Voor de Wereldtentoonstellingen van Londen (1862) en Parijs (1889) werd hij gevraagd om de schoolmusea te ontwerpen.
In 1850 verwierf Braun de Belgische nationaliteit.

## Kinderen en nageslacht
Hij was gehuwd met Francisca Horst. Ze hadden zes kinderen. Vele van zijn talrijke nakomelingen droegen grote verantwoordelijkheden in de samenleving, onder wie:
- Alexandre Braun (1847-1935), advocaat, katholiek senator (1900-1929) en minister van staat (1925).
  - Thomas Braun (1876-1961), advocaat, dichter, lid van de Académie royale de langue et de littérature françaises de Belgique.
    - Antoine Braun (1924-2013), advocaat, doctor in de rechten (UCL), 1948, licentiaat in de politieke en sociale wetenschappen (UCL), 1949, stafhouder van de balie van Brussel van 1982 tot 1984, auteur en medeauteur van talrijke publicaties over het beroep van advocaat en het intellectuele en industriële eigendomsrecht, met onder andere Précis du droit des marques (vier uitgaven: 1971, 1987, 1995 en 2004 en 5e uitgave met Emmanuel Cornu, in 2009 verschenen) en Droit des dessins et modèles (1975, met Jean-Jo Evrard).
      - Thomas Braun (°1959), advocaat aan de Balie van Brussel.

  - Henri Braun (1881-1980), benedictijn in Maredsous, architect.
  - Ida Braun (1891-1926), die trouwde met baron Paul de Sadeleer (1887-1973), advocaat bij het Hof van Beroep in Brussel, burgemeester van Haaltert.
  - Antoine Braun (1893-1980), dominicaan, theoloog, rector van de eeuwenoude Universiteit van Fribourg (Zwitserland).
- Baron Emile Braun (1849-1927), liberaal volksvertegenwoordiger (1900-1925) en burgemeester van Gent van 1895-1921, onder meer tijdens de Wereldtentoonstelling van 1913. Hij was politiek gevangene tijdens de Eerste Wereldoorlog.
  - Emile-Victor-Jean Braun (1879-1968), voorzitter van UCO, Union Cotonnière de Gand
    - Gaston-Emile Braun (1903-1990), voorzitter van UCO, Union Cotonnière de Gand.
    - Henry Braun (1905-1944), lid van het Belgisch Geheim Leger, gestorven voor het Vaderland
      - Francine Braun (°1927), getrouwd met Pierre Descamps (1916-1992), voorzitter van de Liberale Partij (PLP), senator, minister van staat

    - René Braun (1912-1991), voorzitter van het Nationaal Katoeninstituut
- Elisa Braun (1852-1923).
- Auguste Braun de Ter Meeren (1856-1945), advocaat bij het Hof van Cassatie (1913-1945).
  - Maurice Braun de Ter Meeren (1882-1972), burgemeester van Sterrebeek.

Het sociaal succes van zijn kinderen toont aan dat Braun, bij het concreet toepassen van zijn pedagogische theorieën, de goede methode volgde. Als selfmade man gaf hij hen de mogelijkheid universitaire studies te ondernemen. De vrijheid van hun opvoeding weerspiegelt zich in het feit dat twee broers een kwarteeuw in het parlement konden zetelen als verkozenen van verschillende en toen politiek en filosofisch sterk opponerende partijen. Het is ook opvallend dat hij alle banden met zijn geboorteland doorsneed en zijn kinderen en kleinkinderen een sterke binding hadden met hun nieuwe vaderland.

## Bibliografie

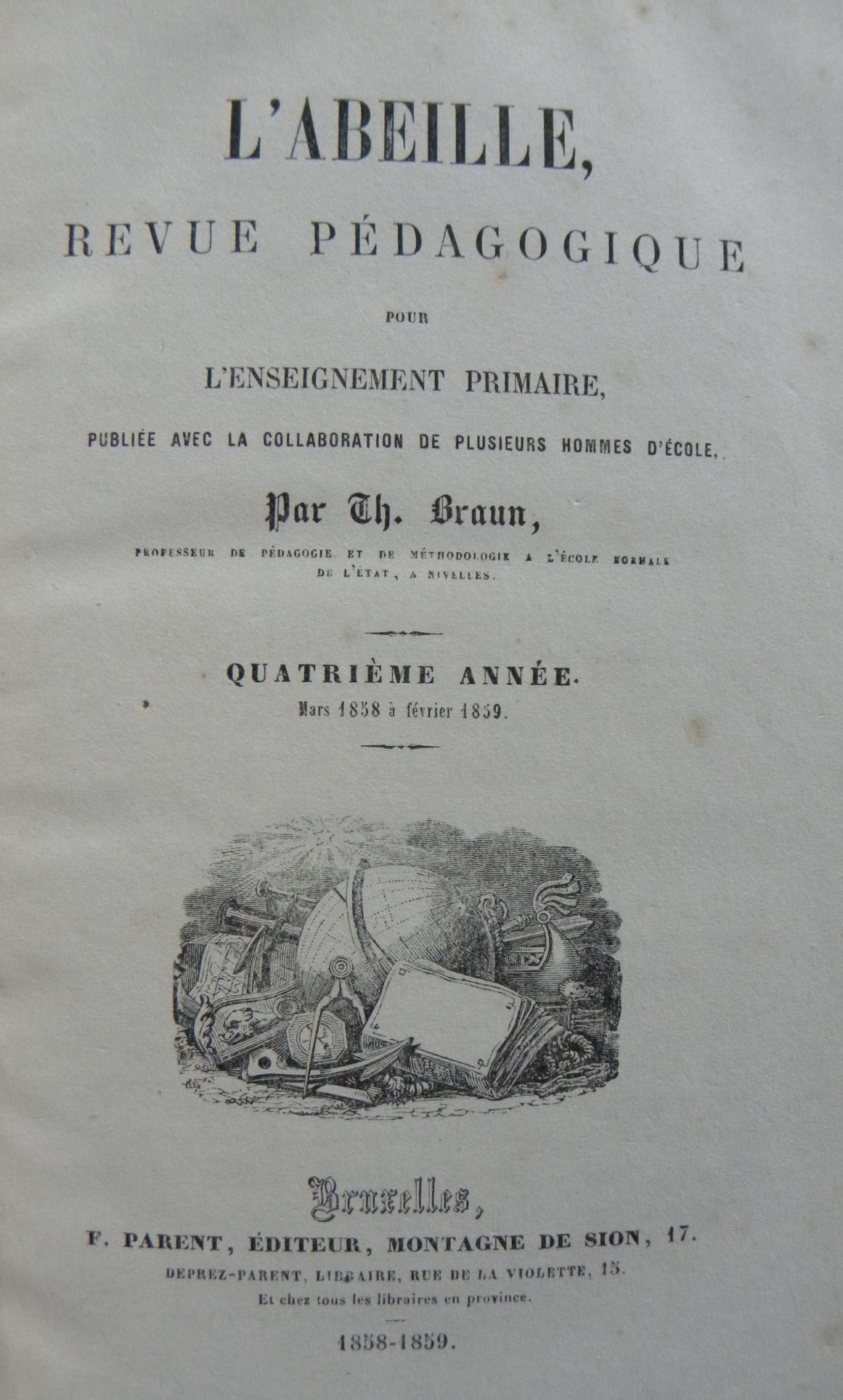
Omslag van L'Abeille, het pedagogisch tijdschrift waarvan Braun hoofdredacteur was